# Piracetam
Piracetam – organiczny związek chemiczny, pochodna 2-pirolidonu, stosowany jako lek nootropowy.

## Działanie
Mechanizm działania piracetamu nie jest do końca wyjaśniony. Prawdopodobnie działa poprzez wpływ na przemiany energetyczne w komórkach ośrodkowego układu nerwowego (OUN), zwiększa wykorzystanie tlenu i glukozy oraz poprawia ukrwienie mózgu zmniejszając lepkość krwi oraz usprawniając mikrokrążenie bez poszerzania naczyń ani zmiany ciśnienia krwi. W wyniku tego ułatwia syntezę związków wysokoenergetycznych i zwiększenie rezerwy energetycznej. Między innymi poprzez usprawnienie syntezy neuroprzekaźników piracetam poprawia metabolizm neuronów ośrodkowego układu nerwowego. To działanie jest szczególnie widoczne w stanach zmniejszonej aktywności OUN. Skutkuje to usprawnieniem zapamiętywania i przypominania, koncentracji uwagi oraz poprawą sprawności psychofizycznej. Wykazano, że u chorych na niedokrwistość sierpowatokomórkową piracetam wpływa korzystnie na elastyczność błony komórkowej erytrocytów, zmniejsza lepkość krwi i zapobiega zlepianiu się krwinek czerwonych.
Nie powoduje uzależnienia fizycznego.

## Wskazania do stosowania
Piracetam jest stosowany w leczeniu:
- zaburzeń procesów poznawczych w zespołach otępiennych z wyłączeniem choroby Alzheimera
- mioklonii pochodzenia korowego
- zawrotów głowy pochodzenia ośrodkowego i obwodowego
- zaburzeń dyslektycznych jednocześnie z terapią logopedyczną
- ADHD[4].

## Przeciwwskazania
- nadwrażliwość na piracetam i inne pochodne pirolidonu
- krwawienie śródmózgowe
- schyłkowa niewydolność nerek
- pląsawica Huntingtona.

## Środki ostrożności
1. Ze względu na wpływ piracetamu na agregację płytek krwi należy zachować ostrożność stosując u osób z zaburzeniem hemostazy i czynności nerek.
2. Nie należy nagle odstawiać leku u chorych z mioklonią, by nie dopuścić do nagłego nawrotu objawów lub drgawek uogólnionych.
3. Niektóre preparaty dostępne na polskim rynku w postaci tabletek[5] zawierają laktozę – pacjenci z rzadko występującą dziedziczną nietolerancją galaktozy, niedoborem laktazy (czyli nietolerancją laktozy) lub zespołem złego wchłaniania glukozy–galaktozy nie powinni stosować tych leków.
4. Nie należy stosować piracetamu w ciąży, chyba że istnieją wyraźne wskazania, ponieważ lek przenika przez barierę łożyskową i do mleka kobiecego. Unikać stosowania w okresie karmienia piersią.
5. Preparaty dostępne na polskim rynku w postaci roztworu doustnego[5] zawierają nipaginy. Są to środki konserwujące, które mogą wywoływać reakcje alergiczne. Zawierają również glicerol, który może powodować ból brzucha i biegunkę.
6. Niektóre preparaty w postaci roztworu doustnego oraz tabletek[5] zawierają sód, co należy wziąć pod uwagę w przypadku stosowania leku u pacjentów będących na diecie niskosodowej.
7. Preparat występujący w postaci granulatu do sporządzania roztworu doustnego[5] zawiera mannitol, który może mieć działanie lekko przeczyszczające oraz aspartam, który może być szkodliwy dla pacjentów z fenyloketonurią, gdyż jest źródłem fenyloalaniny.
8. Piracetam może niekorzystnie wpływać na zdolność prowadzenia pojazdów i obsługi maszyn[6].

## Interakcje
Może nasilać działanie amfetaminy, jej pochodnych (MDMA i MDA) oraz niektórych analeptyków.

## Działania niepożądane
- hiperkinezja, nerwowość
- zwiększenie masy ciała
- senność, depresja, astenia.

## Dawkowanie
Dawkę piracetamu ustala lekarz w zależności od stanu klinicznego chorego.
Zaburzenia czynności poznawczych: stosuje się maksymalną dawkę dobową 2,4 g, podzieloną na 2–3 dawki w ciągu dnia.
Mioklonia pochodzenia korowego: leczenie rozpoczyna się od dawki 7,2 g na dobę, zwiększając co 3–4 dni o 4,8 g na dobę do dawki maksymalnej 24 g/dobę dzielonej na 2 lub 3 dawki.
Zaburzenia dyslektyczne: dawka wynosi 3,2 g/dobę w dwóch dawkach podzielonych.
Zawroty głowy pochodzenia ośrodkowego i obwodowego: leczenie prowadzi się, podając 2,4 g na dobę w 3 dawkach podzielonych przez 8 tygodni.
Ostatniej nie podaje się w godzinach wieczornych, ponieważ mogą wystąpić problemy z zasypianiem. Tabletek nie należy rozgryzać.

## Przedawkowanie
Odnotowano jeden przypadek biegunki krwawej i bólów brzucha u pacjenta, który zażył doustnie 75 gramów piracetamu. W ostrym, znacznym przedawkowaniu należy opróżnić żołądek, stosując płukanie żołądka lub wywołując wymioty. Nie istnieje swoista odtrutka w przypadku przedawkowania piracetamu. Leczenie przedawkowania jest objawowe i może polegać na wykonaniu hemodializy.

## Preparaty
W Polsce jest dopuszczony do obrotu (stan na wrzesień 2024) w postaci preparatów prostych: Biotropil, Lucetam, MemoniQ, Memotropil, Nootropil, Piracetam Espefa, Piracetam Polpharma, Recodium. W przeszłości dostępny był również pod nazwami handlowymi: Piracetam Medana, Piracetam Mylan, Piracetamum 123ratio.

## Dostępność
Piracetam w wielu krajach dostępny jest bez recepty, natomiast w Polsce tylko z przepisu lekarza lub w lecznictwie zamkniętym.